# Éditions Zodiaque
Nel 1951, la casa editrice francese Éditions Zodiaque è stata creata nell'abbazia della Pierre-qui-Vire, dove è stata pubblicata e stampata la parte principale delle raccolte. Quest'edizioni sono cominciate come forma d'esposizione, quindi riviste ed infine raccolte di libri sull'Arte romana in Europa. Sono stati realizzati congiuntamente dai monaci dell'abbazia e dagli universitari. Jean Dieuzaide ha tra l'altro illustrato di numerosi cliché di quest'edizioni.

## Passi ed obiettivi
La scelta di questo titolo con un desiderio di ritornare ad una vera nozione di tempo basata sulle leggi della natura, ad una vita normale, scritta nello svolgimento, voluto da Dio, nel mondo delle cose. Anche per tre ragioni:
- Da un lato lo zodiaco, ancora visibile al timpano[1] di numerose chiese pone in modo palese l'origine ed il mistero dell'arte del Medioevo. Perché questi zodiaci sono sui portoni delle chiese? Il fatto che la questione resta per noi quasi senza risposta basta a mostrare che abbiamo ancora molto da apprendere, e penetrare nella loro reale intelligenza, delle opere medioevali.
- In seguito vediamo un simbolo. Lo zodiaco era d'origine pagana. Il cristianesimo non ha affatto esitato a farlo suo, ed a innestare su un suo vecchio simbolo, un simbolo nuovo, volevano rivelare in ciò un programma. Nell'arte del nostro tempo, sognano di afferrare tutto ciò che può sembrare convertibile in arte cristiana legittima, liberi di pensare un modo nuovo, con gli elementi di cui cercheranno in tal modo di mostrare e indicare con franchezza, e gli aspetti che giudicheranno inammissibili o nocivi.
- Infine parlare di zodiaco, era parlare del tempo, un tempo naturale, quello che misura il movimento dei pianeti nella sfera celeste. La questione di tempo sembrava più determinante dell'epoca. L'accelerazione costante del progresso ci sembrava un rischio principale. Raccomandando lo zodiaco, dicevamo, richiediamo il ritorno ad una vera nozione di tempo basata sulle leggi della natura, ad una vita normale, scritta nello svolgimento, voluto da Dio, nel mondo delle cose. Pensavamo bene di lasciare intendere che l'arte interessava soltanto nella misura in cui risultava nell'avventura umana, rivelando meglio di qualsiasi altro indice. Si raggiunge la bellezza soltanto nell'amore, e l'amore esige il tempo e la libertà.

## Cronologia
- 1951, Pubblicazione di Deux notes sur l'art abstrait (Due note sull'arte astratta) con don Angelico Surchamp. Nascita di Zodiaque
- 1953, In complemento alla rivista Autun, che segnerà l'inizio della raccolta Les travaux des mois (I lavori dei mesi) in 34 volumi chiamati nel 1989 Les chemins de Compostelle (I cammini di Compostela)
- 1954, raggruppamento di numeri della rivista su Bourgogne e Bourgogne romane, pubblicati 40 000 esemplari, e la nascita di La nuit des temps (La notte dei tempi), che conterà 88 volumi.
- 1960, lancio dei Points cardinaux (Punti cardinali) con Le monde d'Autun (Il mondo di Autun), che conterà 29 volumi fino al 1999
- 1961, lancio La carte du ciel (Le carte astrali) fino al 1979
- 1965, inizio di Introductions (Introduzioni) nella Nuit des temps (La notte dei tempi), i simboli raggiungeranno le 60 000 copie
- 1980, Zillis apre la raccolta La voie lactée (La via lattea)
- 1981, inizio di una serie di grandi libri di sintesi sull'arte medioevale
- 1991, sospensione della rivista, sostituita dal Bulletin (Bollettino)
- 1995, co-edizione di un CD-ROM intitolato Initiation à l'Art Roman (Iniziazione all'arte romana), ritirato da Don Angelico
- 1996, lancio La route des mages (La strada dei magi[2]) che aprono alle espressioni artistiche grandi religioni del mondo
- 1997, lancio della rivista Zodiaque (Zodiaco), e della raccolta Le ciel et la pierre (Il cielo e la pietra)
- 1998, lancio di Visages du Moyen Âge (Visi del Medioevo)
- 2001, 50º anniversario
- 2002, le edizioni che sono state il frutto del lavoro dei monaci di La Pierre-qui-Vire sono venduti al gruppo PVC-DDB che pubblica La Vie catholique (La vita cattolica), che crea una nuova entità sotto lo stesso nome.